# علی ولی‌اف
علی ولی‌اف (ترکی آذربایجانی: Əli Vəliyev; ۲۷ فوریهٔ ۱۹۰۱ – ۲ فوریهٔ ۱۹۸۳) نثرنویس، عضو اتحادیه نویسندگان آذربایجان، نویسنده خلق آذربایجان (۹ ژوئن ۱۹۷۴) و برنده جایزه دولتی به نام میرزا فتحعلی آخوندزاده بود.

## زندگی‌نامه
علی ولی‌اف ۲۷ فوریه سال ۱۹۰۱ در روستای «آغدو» ی آویزد «زنگه‌زور»، از توابع فرمانداری «یلیزاوتپول» در امپراتوری روسیه زاده شد.
وی ابتدا در یک مدرسه دولتی در شوشی (۱۹۲۳) و سپس در مدرسه عمومی شورای مرکزی باکو (۱۹۲۴–۱۹۲۵) درس خواند. در سال ۱۹۲۸ وارد رسته تاریخ و جامعه دانشکده دولتی تربیت مدرس آذربایجان شد. داستان‌های او در «انقلاب و فرهنگ»، «هجوم»، «در جبهه ادبیات» و دیگر روزنامه‌ها و مجلات وقت منتشر می‌شد. در سال ۱۹۳۰ به عنوان رئیس بخش تبلیغات کمیته حزب کمونیست در آغ‌دام و سردبیر روزنامه «صدای کولخوز» منصوب شد.
علی ولی‌اف فعالانه در فعالیت‌های حزب کمونیست در مناطق لاچین، قبادلی و نخجوان حضور می‌یافت و همزمان تا سال ۱۹۳۷ سردبیری روزنامه‌های «درب شرق» و «کردستان شوروی» را به عهده داشت. در سال‌های ۱۹۴۲ تا ۱۹۴۳ مسئولیت‌هایی در اتحادیه هنرمندان آذربایجان و کمیته اجرایی منطقه باکو را عهده‌دار شد. در ضمن، به عنوان معاون سردبیر و سردبیر در روزنامه «کمونیست» مشغول به کار شد. مدتی به عنوان دبیر مسئول در اتحادیه نویسندگان و سردبیر مسئول در مجله «آذربایجان» به فعالیت‌هایش ادامه بخشید و تا پایان عمر به ادبیات پرداخت.

## نویسندگی
علی ولی‌اف یکی از چهره‌های برجسته در ادبیات ملی آذربایجان تلقی می‌گردد. او در آثار خود سعی کرده فضای حاکم در سطح روستاهای آذربایجان را منعکس کند. در آثار علی ولی اف که شناخت بهتری از زندگی مردم را دارا بود، سبک زندگی بومیان با تمام غنای خود انعکاس یافته‌است. او در طول فعالیت‌های خود کتبی نظیر «سفر خدا»، «چرخ نخ ریسی مادربزرگ»، «کوه‌های برفی»، «دوستان»، «شواهد»، «گلشن»، «گل»، «دوستان دل»، «آناقیز»، «یک جفت ستاره»، «یک جفت شاهین بحری»، «سماور دود می‌زند»، «محدوده جرثقیل»، «ستاره‌های زمانه»، «مرد نگران»، «روزهای گذشته»، «حماسه مادر» و… را به تألیف درآورده است.
علی ولی‌اف در ۱۹۸۳ درگذشت.